# Spinoso
Spinoso ist eine süditalienische Gemeinde (comune) mit 1296 Einwohnern (Stand 31. Dezember 2023) in der Provinz Potenza in der Basilikata. Die Gemeinde liegt etwa 43,5 Kilometer südsüdöstlich von Potenza am Südrand des Lago di Pietra del Pertusillo und gehört zur Comunità Montana Alto Agri. 1857 wurde die Gegend durch ein Erdbeben verwüstet.

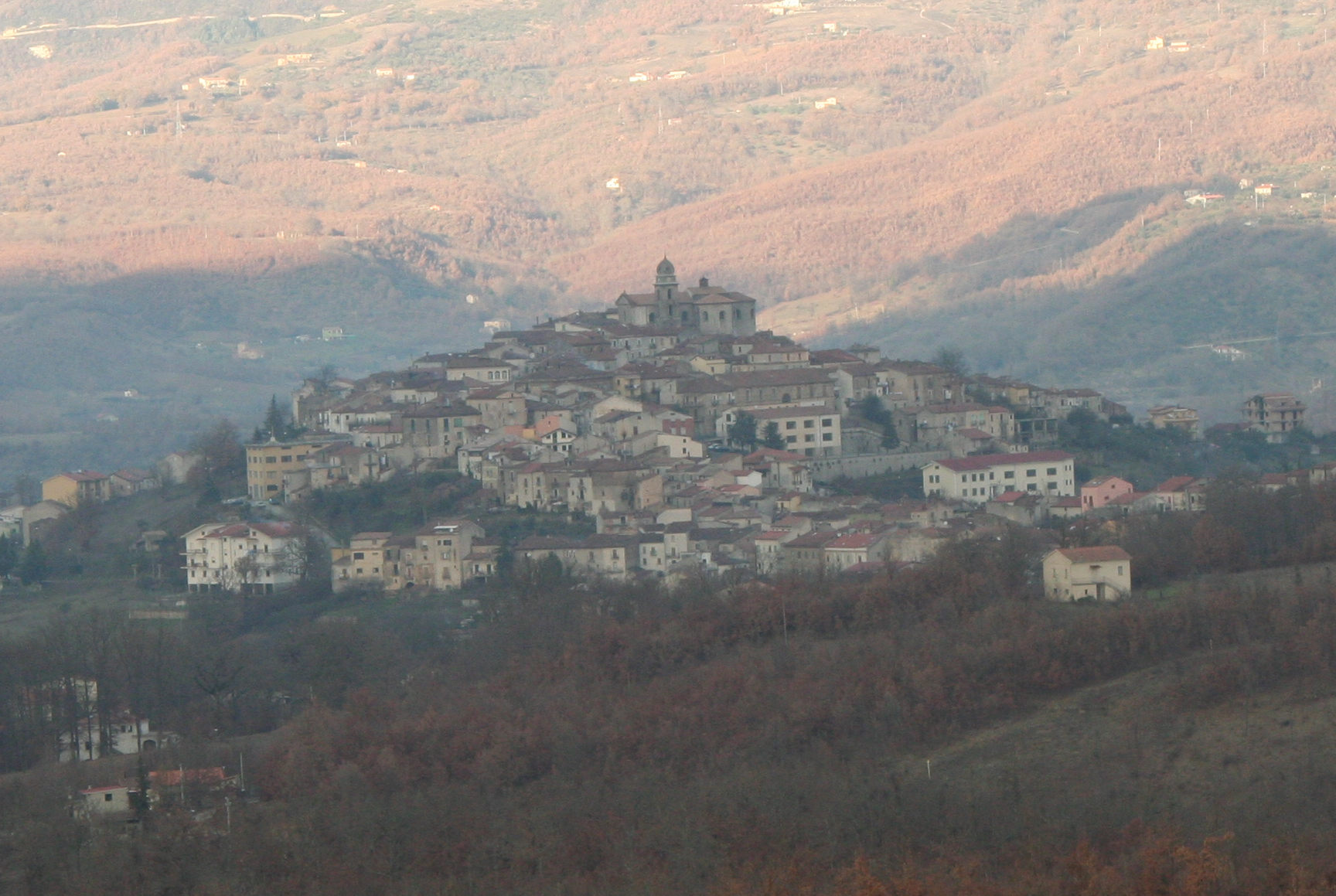
Spinoso